# Marín (Patillas)
Marín es un barrio ubicado en el municipio de Patillas en el estado libre asociado de Puerto Rico. En el Censo de 2010 tenía una población de 890 habitantes y una densidad poblacional de 63,21 personas por km².

## Geografía
Marín se encuentra ubicado en las coordenadas 18°2′30″N 66°0′3″O / 18.04167, -66.00083. Según la Oficina del Censo de los Estados Unidos, Marín tiene una superficie total de 14.08 km², de la cual 13.56 km² corresponden a tierra firme y (3.68%) 0.52 km² es agua.

## Demografía
Según el censo de 2010, había 890 personas residiendo en Marín. La densidad de población era de 63,21 hab./km². De los 890 habitantes, Marín estaba compuesto por el 74.04% blancos, el 11.91% eran afroamericanos, el 11.35% eran de otras razas y el 2.7% pertenecían a dos o más razas. Del total de la población el 98.65% eran hispanos o latinos de cualquier raza.